# Michauxia laevigata
Мішоксія гладка (Michauxia laevigata) — вид квіткових рослин роду Мішоксія (Michauxia) родини Дзвонкових (Campanulaceae).

## Ботанічний опис
Дворічна трав'яниста рослина з товстим, вертикальним веретеновидним коренем, у шийки, що досягає 3 см в діаметрі. Стебло високе (до 1 м заввишки), пряме, кругле в поперечному перерізі, гладке, неопушене, сизувато-білого кольору, містить багато млечного соку.
Листя зеленувато-сизі, з щетинистим опушенням, товсті, але крихкі. Прикореневе листя з черешками, рівними по довжині листової пластинки, яйцевидно—довгасті, ліроподібні, 15—20 см завдовжки і 5—7 см завширшки. Стеблові листки сидячі, довгасто-ланцетної форми, часто з вушкоподібними лопатями внизу листових пластинок, пильчасто-зубчасті, щільно прилягають до стебла, але до вершини стебла їх довжина поступово зменшується.
Квітки з короткими квітконіжками. Чашка зворотноконічна з відхиленими яйцевидно-ланцетними чашолистками. Віночок 8-роздільний, білий, зовні голий, усередині трохи опушений. Цвітіння з липня до серпня.

## Господарське значення та застосування
Іноді вирощується як декоративна рослина. Застосовується в народній медицині, наприклад, для лікування енурезу.

## Синоніміка
- Michauxia laevigata var. setosa Wettst.
- Mindium laevigatum (Vent.) Rech.f. & Schiman-Czeika